# شهرستان فرغانه
ناحیهٔ فرغانه (به ازبکی: Fergana District) یک ناحیه در ازبکستان است که در ولایت فرغانه واقع شده‌است. ناحیه فرغانه ۶۲۰ کیلومتر مربع مساحت و ۱۶۸٬۵۰۰ نفر جمعیت دارد.